# Zvornické jezero
Zvornické jezero (bosensky/srbsky Зворничко језеро/Zvorničko jezero) je umělé jezero, které se nachází na hranici Bosny a Hercegoviny se Srbskem v blízkosti města Zvornik. Jezero vzniklo zaplavením údolí řeky Driny, sevřené mezi horskými hřebeny.
Jezero se táhne severo-jižním směrem. Jeho plocha činí 810 ha (8,1 km2), má objem 90 000 000 m3 a hluboké je až 39 m. Průměrná hloubka jezera se pohybuje od 5 do 8 m. Dlouhé je 25 km, jeho největší šířka činí okolo 3 km. Hladina jezera se nachází v nadmořské výšce 140 m. Vzniklo po výstavbě přehrady na řece Drině, jejíž výstavba byla zahájena roku 1948 a ukončena roku 1955; tehdy se jednalo o první přehradu na této řece. Za více než padesát let byla značná část nádrže zasypána četnými naplaveninami z řeky Driny i jejími přítoky, které na dně Zvornického jezera ústí.
Z obou stran jezera se nacházejí významné silniční dopravní tahy. Jezero je v současné době atraktivní v oblasti turistiky i rybolovu. Mezi rybami, kterými je Zvornické jezero známé, je například sumec velký.